# Victoria Coren Mitchell
Pour les articles homonymes, voir Coren et Mitchell.
Victoria Elizabeth Coren Mitchell née Coren le 18 août 1972 à Hammersmith, dans l'Ouest de Londres,  est une écrivaine, présentatrice de télevision et joueuse de poker britannique. Victoria Coren Mitchell écrit des chroniques hebdomadaires pour The Telegraph et anime le quiz télévisé de la BBC Only Connect depuis 2008.

## Jeunesse
Victoria Coren Mitchell est la seule fille de l'humoriste et journaliste Alan Coren et d'Anne Kasriel. Elle grandit à Cricklewood, au nord de Londres, avec son frère aîné, le journaliste Giles Coren. Elle est en famille avec le journaliste canadien Michael Coren.
Elle est éduquée dans des écoles privées pour filles de l'âge de cinq ans jusqu'à 18 ans, dont la St Paul's girls school. Elle étudie l'anglais au St John's College, l'un des collèges constituant l'université d'Oxford.

## Écriture
À l'âge de 14 ans, Victoria Coren Mitchell publie une nouvelle sous un pseudonyme dans le magazine Just Seventeen et remporte ensuite un concours dans le Daily Telegraph pour une chronique sur la vie d'adolescente dans le supplement « Week-end », pour lequel elle continue d'écrire pendant plusieurs années.
Ses livres incluent Love 16 et Once More, with Feeling(Encore une fois, avec des sentiments), avec le co-auteur Charlie Skelton, sur sa tentative de faire « le plus grand film porno ». Leur travail de critique de films pornographiques pour Erotic Review les a conduit à penser que la plupart de ceux qu'ils regardaient étaient mauvais et qu'ils pouvaient faire de meilleurs films eux-mêmes,.
Elle adapte la chronique de journal de John Diamond dans une pièce de théâtre intitulée A Lump in my Throat (une boule dans la gorge), qui fut jouée pendant le Festival d'Édimbourg de 2000 aux Assembly Rooms, le Grace Theatre et le New End Theatre à Londres, avant de l'adapter à nouveau pour un docudrame de BBC Two, diffusé en 2001.
Victoria et Giles Coren écrivent l'introduction de Chocolate and Cuckoo Clocks (Chocolat et montres de coucous), une anthologie des meilleurs écrits humoristes de leur père, publiée en octobre 2008.
Ses mémoires de poker, For Richer, For Poorer: A Love Affair with Poker (Pour le meilleur et pour le pire : une passion pour le poker) est publié en septembre 2009 et a été bien reçu parThe Times et The Observer. Le sous-titre est changé en Confessions of a Player (Confessions d'une joueuse) lorsque ses mémoires sortent en livre de poche en 2011. 

## Poker
Victoria Coren Mitchell est la première femme à remporter une étape sur l'European Poker Tour, un tournoi majeur de poker. Elle est aussi la première joueuse à remporter à la fois un tournoi professionnel télévisé (EPT Londres 2006) et un tournoi télévisé de célébrités (Celebrity Poker Club 2005), et la première joueuse à gagner deux étapes de l'European Poker Tour (EPT Londres 2006 et EPT Sanremo 2014). Elle joue fréquemment au Texas Hold'em au Victoria Casino sur Edgware Road à Londres. 
En tant que commentatrice / présentatrice, elle a présenté Late Night Poker et The Poker Nations Cup pour Channel 4, et World Poker Tour pour ITV2; et a commenté le Monte Carlo EPT, le Grosvenor UK Poker Tour (Channel 4), l' Ultimate Poker Challenge (Channel 5) et le William Hill Poker Grand Prix 2 (Sky Sports).[réf. nécessaire]
Au cours de sa carrière de joueuse de poker, elle est devenue une amie proche de The Hendon Mob et mélange des parties hebdomadaires à domicile avec des visites fréquentes dans deux casinos. Elle est apparue dans cinq épisodes de Late Night Poker, bien qu'elle n'ait jamais atteint une grande finale de la série. Cependant, dans l'émission spin-off Celebrity Poker Club de Late Night Poker, elle bat Willie Thorne pour remporter la grande finale de la série deux avant de rejoindre Jesse May en tant que commentateur de la troisième série. Dans le tournoi Hold-Em 100 en 2003 à Londres, elle est une croupière invitée pour la table finale.
Le 24 septembre 2006, elle remporte l'European Poker Tour de Londres, empochant un prix de 500 000 £ en battant le professionnel australien Emad Tahtouh. Le 20 novembre 2011, elle termine deuxième du premier championnat du monde The World Table de la Fédération internationale de poker, perdant finalement contre l'Espagnol Raul Mestre, 29 ans. Elle reçoit 100 000 dollars pour la deuxième place et donne 10 000 dollars à une association caritative, Age UK. En avril 2014, elle remporte l'European Poker Tour de San Remo, gagnant 476 100 € et devenant la première joueuse à avoir remporté deux titres EPT,. En 2018,  ses gains issues de tournois dépassent 2 470 000 $.
Elle fut membre de l'équipe professionnelle PokerStars, mais en novembre 2014, elle démissionne quelques heures après que PokerStars eut annoncé le lancement d'un casino en ligne. Elle se dit mal à l'aise devant la dépendance potentielle de joueurs vulnérables utilisant un site où les chances sont en faveur de l'opérateur, et elle ne souhaite pas être associée à une telle opération.
Victoria Coren Mitchell est inscrite au Women in Poker Hall of Fame en 2016.

## Vie privée
Le 20 mars 2012, Victoria Coren Mitchell annonce ses fiançailles avec l'acteur et comédien David Mitchell,. Selon Mitchell, ils se sont rencontrés pour la première fois lors d'une première de film en 2007, mais n'ont commencé à se voir que trois ans plus tard. Le couple s'est marié en novembre 2012, dans le nord de Londres, et leur fille est née en mai 2015,.

## Principales apparitions télévisées et radiophoniques
| Spectacle                                                              | Rôle       | Début      | Fin        |
| ---------------------------------------------------------------------- | ---------- | ---------- | ---------- |
| BBC The One Show                                                       | Invitée    | 7 Nov 2019 | 7 Nov 2019 |
| 100%                                                                   | Invitée    | 1992       | 1992       |
| Only Connect                                                           | Animatrice | 2008       | present    |
| Question Time                                                          | Invitée    | 2010       | 2010       |
| Question Time                                                          | Invitée    | 2013       | 2013       |
| Question Time                                                          | Invitée    | 2015       | 2015       |
| Have I Got News for You                                                | Invitée    | 2010       | 2014       |
| Have I Got News for You                                                | Animatrice | 2014       | 2020       |
| My Teenage Diary: Radio 4                                              | Invitée    | 2010       | 2010       |
| Frank Skinner's Opinionated                                            | Invitée    | 2011       | 2011       |
| Would I Lie to You?                                                    | Invitée    | 2011       | 2019       |
| QI                                                                     | Invitée    | 2012       | present    |
| 8 Out of 10 Cats                                                       | Invitée    | 2013       | 2013       |
| How To Be Bohemian With Victoria Coren Mitchell (3 episodes): BBC Four | Animatrice | 2015       | 2015       |
| The Great Sport Relief Bake Off                                        | Invitée    | 2016       | 2016       |
| Women Talking About Cars: Radio 4                                      | Animatrice | 2016       | présent    |
| Taskmaster                                                             | Invitée    | 2021       | 2021       |